# محمد رنجبر
محمد رنجبر ، من مواليد 1 يناير 1935 بمدينة كرمانشاه الإيرانية ، وتوفي بتاريخ 29 يونيو 2004م، وهو لاعب كرة قدم إيراني سابق ومدرب لأحد الأندية الإيرانية، قام بإشراف تدريب المتنخب الإيراني لكرة القدم لدورة الألعاب الصيفية الأولمبية في مدينة ميونخ الألمانية سنة 1972م، كما تدرب للمنتخبات الإيرانية في عقد 1970م.

## روابط خارجية
- محمد رنجبر على موقع ناشيونال فوتبول تيمز (الإنجليزية)